# Paróquia Nossa Senhora do Bom Conselho (São Paulo)
A Paróquia Nossa Senhora do Bom Conselho foi criada em 24 de março de 1940 na rua da Mooca, cidade de São Paulo, Brasil. Pertence ao Decanato Santa Maria e São José da Arquidiocese de São Paulo.